# Джоан Марш
Джоан Марш (англ. Joan Marsh; справжнє ім'я Ненсі Енн Рошер (англ. Nancy Ann Rosher); 10 липня 1913 або 10 липня 1914 , Портервілл, Каліфорнія  — 10 серпня 2000 , Охай, Каліфорнія ) — американська кіноакторка, яка почала фільмуватися у віці півтора року. Дочка кінооператора Чарльза Рошера.

## Життєпис
Ненсі Рошер народилася 10 липня 1913 року (або 1914 року) в Портервіллі, округ Туларе, штат Каліфорнія, США.
Вперше з'явилася на екранах, не без допомоги батька, у віці півтора року у фільмі Hearts Aflame. Грала дітей у різних стрічках аж до семирічного віку (під псевдонімом Дороті Рошер), потім в її кар'єрі була перерва, і знову глядач побачив Марш лише в 1930 році, після того, як її «відкрив» відомий режисер Френк Борзейгі. Він же наполіг на новому екранному псевдонімі: Джоан Марш.
1931 року була включена до списку молодих акторок, яким пророкували «зоряне» майбутнє — WAMPAS Baby Stars.
1937 року на зйомках картини «Чарлі Чан на Бродвеї» познайомилася зі сценаристом Чарльзом Белденом. Вони незабаром одружилися, але в 1943 році розлучились, а вже в кінці того ж року її обранцем став Джон Моррілл. Від цього шлюбу народилися двоє синів: Ленгдон і Джонатан Моррілли. Наступного року вийшов останній фільм за участю акторки.
Після завершення кінокар'єри Марш придбала магазин канцтоварів у Голлівуді.
Померла 10 серпня 2000 року в місті Охай, округ Вентура, Каліфорнія, США.

## Факти
Джоан Марш була дуже мініатюрною жінкою: вона важила 43 кілограми і носила взуття розміру 2AAA — найменше з тих, що були в костюмерних.

## Вибрана фільмографія
За свою кінокар'єру Джоан Марш зіграла в 67 фільмах, серед них: 
- 1917 — Маленька принцеса / англ. The Little Princess — дитина (в титрах не зазначена)
- 1918 — Як ти могла, Джин? / англ. How Could You Jean? — дочка Морлі
- 1918 — Облігація / англ. The Bond — купідон (в титрах не зазначена)
- 1919 — Довгоногий татусь / англ. Daddy-Long-Legs — (в титрах не зазначена)
- 1920 — Мильна піна / англ. Suds — (в титрах не зазначена)
- 1920 — Полліанна / англ. Pollyanna — (в титрах не зазначена)
- 1921 — Маленький лорд Фаунтлерой / англ. Little Lord Fauntleroy — (в титрах не зазначена)
- 1930 — Король джазу / англ. King of Jazz — блондинка на лавці в парку (в титрах не зазначена)
- 1931 — Натхнення[en] / англ. Inspiration — Маделайн Дороті
- 1931 — Троє дівчат загубились / англ. Three Girls Lost — Марсія Таллант
- 1931 — / англ. Maker of Men — Дороті
- 1932 — Ти слухаєш? / англ. Are You Listening? — Гані О'Ніл
- 1933 — / англ. High Gear — Енн Меррітт
- 1933 — Як чудово бути живим / англ. It's Great to Be Alive — Тутс
- 1933 — Трикутний місяць / англ. Three-Cornered Moon — Кітті
- 1934 — Ти мені кажеш! / англ. You're Telling Me! — Полін Бісбі
- 1934 — Ми знову багаті / англ. We're Rich Again — Каролін «Керрі» Пейдж
- 1935 — Анна Кареніна / англ. Anna Karenina — Лілі
- 1939 — Захоплення ідіота / англ. Idiot's Delight — Елейн Мессіджер
- 1941 — Дорога в Занзібар / англ. Road to Zanzibar — Дімплс
- 1943 — Секретна служба в Африці / англ. Secret Service in Darkest Africa — Джанет Блейк
- 1944 — Слідуй за лідером[en] / англ. Follow the Leader — Міллі Макгінніс